# Tommy Moore
Thomas Henry "Tommy" Moore, född 12 september 1931 i Liverpool, död 29 september 1981, var en engelsk trummis som under den korta perioden maj till juni 1960 spelade med den brittiska popgruppen The Silver Beatles, som senare blev The Beatles.
Moore arbetade som gaffeltrucksförare och deltidsmusiker och blev en del av The Silver Beatles i maj 1960 på förslag av Allan Williams. Senare samma månad var han, tillsammans med John Lennon, Paul McCartney, George Harrison och Stuart Sutcliffe, bakgrundsband åt sångaren Johnny Gentle på hans turné i Skottland. Under turnén slog Moore ut framtand när bandets turnébuss, körd av Gentle, var med i en olycka. Han kunde dock fullfölja turnén och genomförde därefter ytterligare en konsert i Liverpool innan han ersattes av Pete Best, lagom till bandets resa till Hamburg.